# NGC 1768
NGC 1768 (również ESO 56-SC32) – gromada otwarta, znajdująca się w gwiazdozbiorze Złotej Ryby. Należy do Wielkiego Obłoku Magellana. Odkrył ją John Herschel 30 grudnia 1836 roku.